# De keisnijding (Belle)
De keisnijding is een schilderij vrij naar de Zuid-Nederlandse schilder Jheronimus Bosch in het Musée Benoît-De-Puydt in de Franse plaats Belle.

## Voorstelling

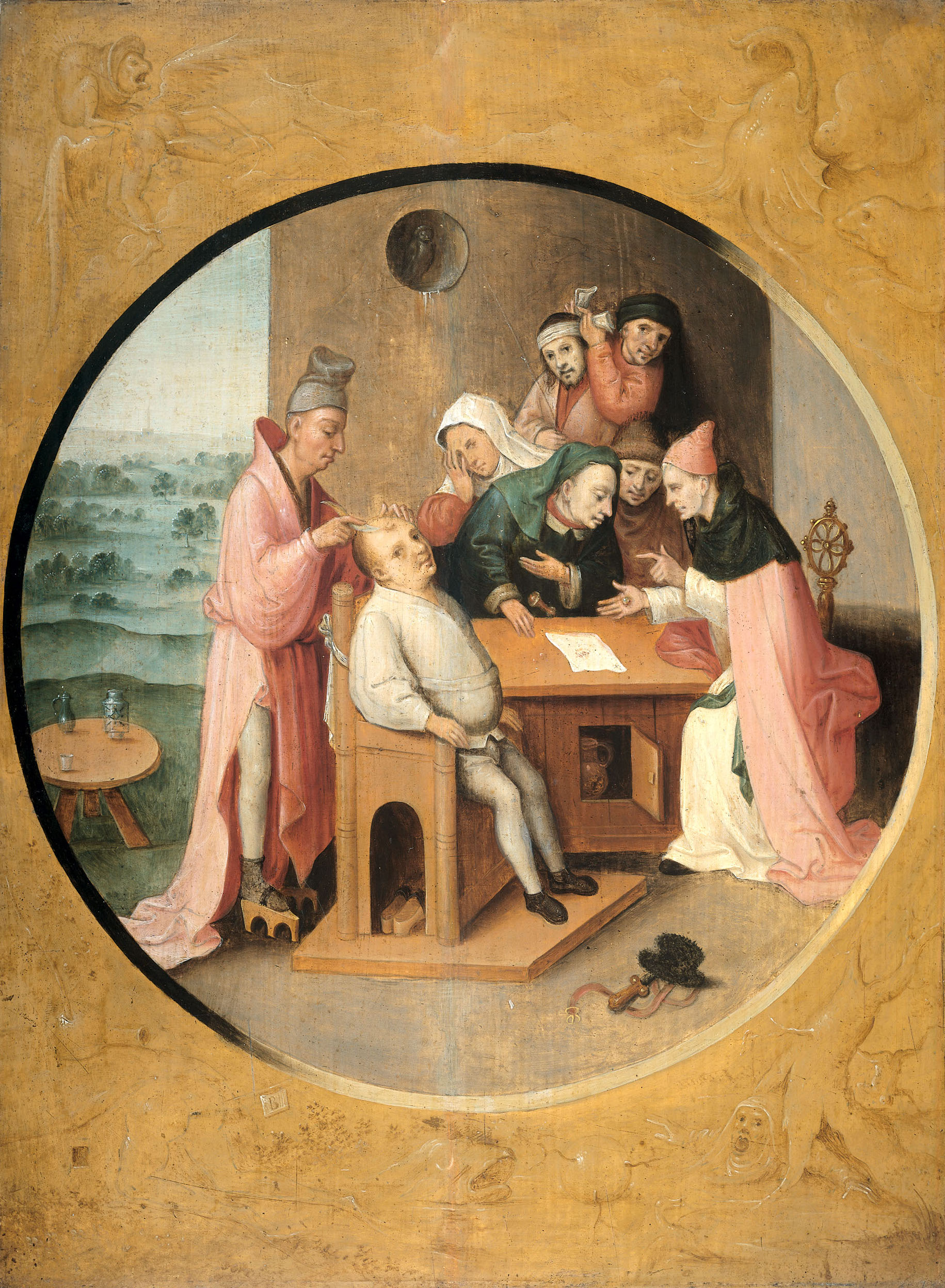
Vrij naar Jheronimus Bosch. De keisnijding. Ca. 1552 of later. 's-Hertogenbosch, Noordbrabants Museum.

Het stelt een keisnijding voor. Dit is een motief uit de laatmiddeleeuwse literatuur waarbij een kwakzalver de domheid van de sukkel Lubbert Das uitbuit, door hem wijs te maken dat hij van zijn domheid kon genezen door een kei uit zijn hoofd te halen. Het is een kopie van het middengedeelte van de Keisnijding in het Noordbrabants Museum in 's-Hertogenbosch, dat op zijn beurt is ontleend aan de Keisnijding van Jheronimus Bosch in het Museo del Prado. De enige verschillen met het origineel zijn de stoel waarop de uitlegger zit en het vogelkooitje aan de muur boven de keisnijder. Dit vogelkooitje komt ook op andere kopieën voor.

## Keikoppen
Volgens het museum houdt het schilderij verband met de West-Vlaamse stad Poperinge, waarvan de inwoners keikoppen worden genoemd. In 1687 verscheen in Mechelen een spotprent op Poperinge, die naar het schilderij in Belle is gegraveerd.

## Toeschrijving
Als maker van de kopie wordt Herri met de Bles genoemd.

## Tentoonstellingen
De keisnijding maakte deel uit van de volgende tentoonstelling:
- Jheronimus Bosch, Noordbrabants Museum, 's-Hertogenbosch, 17 september-15 november 1967, cat.nr. 32, p. 127.